# Krater Ames
Ames – krater uderzeniowy w pobliżu miejscowości Ames w stanie Oklahoma, w USA. Nie jest widoczny na powierzchni ziemi.
Krater ma średnicę 16 km, powstał w ordowiku. Skały obrzeża i wyniesienia centralnego krateru stanowią naturalną pułapkę na węglowodory (ropę i gaz ziemny). Krater Ames ma podobny wiek co inne kratery w USA, położone na północny wschód od niego: Slate Islands, Rock Elm i przypuszczalny krater Decorah. Zasugerowano, że te kratery mogły powstać w wyniku upadku łańcuszkowego.